# Лукумон
Лукумон, лат. lucumo, по-этрусски lauchme или lauchume — титул этрусских правителей, эквивалентный лат. rex «царь». В римских источниках его часто принимают за личное имя, особенно в случае Луция Тарквиния Приска, пятого царя Рима, уроженца Этрурии, который, согласно хроникам, принял римское имя Луций вместо своего первоначального имени Лукумон. Жак Эргон (Heurgon) сравнивает этот случай с тем, как этруски использовали искажённое латинское слово magister магистрат в качестве личного имени Сервия Туллия, шестого римского царя, известного в этрусском языке как герой «Макстарна».
Хотя многое из того, что известно об этрусках из римской литературы, относится к царям, по-видимому, многие этрусские города-государства отменили свои монархии примерно в тот же период, когда была создана Римская республика. Лукумоны были заменены магистратами, носившими титул zilath, очевидно, этрусский эквивалент лат. magister. В более поздние времена термин Lauchme сохранился как этрусская фамилия.
Титул лукумон, возможно, также присваивался жрецу, избранному для представительства двенадцати городов «этрусского додекаполиса». Со временем это должностное лицо также было заменено ежегодно избираемым магистратом.